# Limnodromus
Limnodromus es un género de aves caradriformess de la familia Scolopacidae, que incluye tres especies comúnmente conocidas como agujetas. Se distribuyen por Asia y América del Norte.

## Especies
- Limnodromus griseus (Gmelin, 1789) - Agujeta gris
- Limnodromus scolopaceus (Say, 1823) - Agujeta escolopácea
- Limnodromus semipalmatus (Blyth, 1848) - Agujeta asiática